# Andrei Filàtov
Andrei Vasílievitx Filàtov (en rus Андрей Васильевич Филатов) (nascut el 18 de desembre de 1971, a Kriví Rih, (Província de Dnipropetrovsk) és un empresari rus, copropietari, membre de la junta directiva i Administrador General del grup "N-Trans" de transports i infraestructures. Entusiasta dels escacs, el 2014 fou elegit president de la Federació d'Escacs de Rússia.

## Biografia
Va completar l'ensenyament secundari a l'Escola Esportiva de Joves número 9 a la ciutat de Dnipropetrovsk, i va arribar al nivell de Mestre de l'Esport de la Unió Soviètica (escacs). El 1993, es graduà a l'Acadèmia d'Educació Física i Esports de la Universitat Estatal Belarús de Cultura Física) amb el diploma d'Instructor de Cultura Física i d'Entrenador d'Escacs. A l'Acadèmia hi trobà, i feu amistat, amb jugadors d'escacs com ara Ilià Smirin i Borís Guélfand.
El 1996, juntament amb els seus socis, Konstantin Nikolaev i Nikita Mishin, fundava la companyia Severstaltrans, de la qual fou membre de Junta Directiva i Administrador General des de la fundació. El 2008, el grup Severstaltrans es rebatejà com a N-Trans.
És membre de Consell Econòmic de la Cambra Francorussa de Comerç i Indústria (CCIFR), i adjunt al Director General de la societat anònima Petrolesport Arxivat 2012-04-07 a Wayback Machine..

## Estimació de riquesa
L'actiu principal d'Andrei Filàtov és la seva participació en el grup de companyies N-Trans que inclou les companyies Globaltrans i Global Ports, ambdues cotitzant a la Borsa de Londres. També, l'empresari és un dels accionistes (amb el 7%) de Transoil Ltd Arxivat 2011-03-06 a Wayback Machine..
El 2010, la revista Finance avaluava la fortuna d'Andrei Filàtov en uns 0.92 mil milions de dòlars. El 2011, en la versió russa de la revista Forbes, Filàtov estava classificat el 93è entre els homes de negocis més rics de Rússia, amb una fortuna de 1.1 mil milions de dòlars.
El 2012, en la llista mundial de Forbes la fortuna de Filàtov s'avaluava en uns 1.3 mil milions de dòlars (classificat el 960è del món).

## Premis
- Medalla Commemmorativa "300 Anys de l'Armada Russa" (1996)
- Diploma al Mèrot del President de la Federació Russa (21 de gener de 2011) - per la participació activa en la preparació per la transferència des de la República de Corea a la Federació Russa de la bandera del Creuer Varyag.

## Vida personal i aficions
Andrei Filàtov és casat, i té tres nens. Des de la seva infantesa, és un entusiasta dels escacs
Filàtov és l'inspirador i patrocinador del Campionat del món d'escacs de 2012 celebrat a Moscou durant la primavera de 2012. La Federació Russa d'Escacs secundà la proposta de Filàtov de celebrar el matx a la capital russa. El matx se celebrà a la Galeria Tretiakov. Segons Filàtov "Celebrant el matx en un museu estem intentant emfatitzar el vincle entre el nostre joc favorit i les arts, així com retre homenatge a la memòria de grans artistes russos en el sentit més ampli, incloent-hi pintors, escriptors, compositors i músics.".
Filàtov finançà la restauració a París del panteó a un dels principals jugadors d'escacs russos, Aleksandr Alekhin, que fou el primer campió del món rus de naixement.
En memòria del seu primer entrenador d'escacs, Aleksandr Sinitsin, Filàtov establí el Memorial Internacional Sinitsin d'escacs infantil, que se celebra anualment a Dnepropetrovsk des de 2001.
Filàtov és membre de la Junta Guardians del Monestir Valaam.